# Вібраційний густиномір
Густиноміри вібраційні — густиноміри, принцип роботи яких заснований на фіксації частоти коливань середовища, на яке діє вібратор.

## Загальний опис
Вібраційні густиноміри володіють високою точністю (при густині коло 1000 кг/м3 погрішність вимірювання складає ± 0,1 %) і не реагують на зміну в'язкості середовища від 10–6 до 10–2 м2/с). Але ці густиноміри можна застосовувати тільки при чистих рідинах, які не дають відкладень на чутливому елементі приладу.
Датчик вібраційного густиноміра являє собою тонкостінний циліндр із полірованої сталі. Всередині його розташовані хрест на хрест дві котушки, що сумісно з мініатюрним транзистором у герметичному виконанні створюють ланцюг зі зворотним зв'язком і надають циліндру безперервні коливання. Живлення підсилювачу надається від джерела постійного струму. Коливання циліндра передаються оточуючому його середовищу, при цьому частота коливань тим менше, чим більше густина середовища.
Частота вимірюється за допомогою підключеного до підсилювача частотоміра.
Чутливій елемент густиноміра може бути зроблений також у вигляді пластини, розташованій у середині контрольованого потоку так, щоб її площини були паралельні напрямку потоку.